# 3878 Дзьомон
3878 Дзьомон (3878 Jyoumon) — астероїд головного поясу, відкритий 14 листопада 1982 року.
Тіссеранів параметр щодо Юпітера — 3,194.